# BMW C 400 X
Der C 400 X ist ein Motorroller von BMW. Er ist unter dem deutlich größeren C 600 Sport positioniert und bedient das Mittelklassesegment ähnlich dem Piaggio Beverly und Yamaha X-MAX. Die Höchstgeschwindigkeit ist aus Zulassungsgründen auf 139 km/h begrenzt.
Der C 400 X wurde in Italien bei Ricardo entwickelt und wird bei Loncin in China gebaut.

## Technik
Das Schwestermodell ist der C 400 GT. Er hat den gleichen Antrieb und das gleiche Fahrwerk, ist aber mehr verkleidet und bietet besseren Komfort.

### Antrieb
Die C-400-Modelle haben einen wassergekühlten Einzylinder-Viertaktmotor mit 350 cm³ Hubraum (Bohrung 80 mm, Hub 69,6 mm), vier Ventilen pro Zylinder, Ventilsteuerung mit obenliegender Nockenwelle und Kipphebeln und Nasssumpfschmierung. Der Motor ist mit 11,5 : 1 verdichtet. Die Nennleistung beträgt 25 kW (34 PS) bei 7500/min; das maximale Drehmoment von 35 Nm liegt bei 5750/min an.
Die Abgase wurden zu Beginn der Produktion mit einem geregelten Drei-Wege-Katalysator auf Euro4-Standard gereinigt. Ab Modelljahr 2021 erfüllen sie die strengeren Euro5-Standards. Die Abgasanlage besteht aus rostfreiem Edelstahl.
Der Kraftstoff wird durch eine elektronische Saugrohreinspritzung/digitales Motormanagement aufbereitet: BMS-ME mit E-Gas.
Der Kraftstoffverbrauch nach WMTC wird mit 3,5 l/100 km angegeben. Das entspricht einer CO2-Emission von 81 g/km.
Als Kraftstoff wird Superbenzin bleifrei (95 ROZ / 90 AKI), (max. 15 % Ethanol, E15); empfohlen. Es gibt aber auch eine länderabhängige Zusteuerung SA 639 für 91 ROZ, max. 15 % Ethanol, E15.

### Fahrwerk
Das Fahrwerk der C-400-Baureihe entspricht mit einem vom Steuerkopf bis zum Rahmenheck einteilig als Stahlschweißkonstruktion ausgeführten Rahmen der für Motorroller dieser Größe üblichen Bauweise.
Das Vorderrad wird von einer 35-mm-Teleskopgabel geführt. Das Hinterrad hängt an einer Triebsatzschwinge mit zwei Federbeinen mit progressiver Federrate und mechanisch verstellbarer Federvorspannung. Im Hinblick auf Vibrationskomfort und hohe Fahrstabilität ist die Schwinge über ein Entkopplungssystem mit 6 Gummilagern an den Rahmen angebunden.
Die Vorderradbremsen haben zwei 4-Kolben-Festsättel; am Hinterrad ist es ein 1-Kolben-Schwimmsattel. Die drei Bremsscheiben haben einen Durchmesser von 265 mm.
Der Roller hat ein 2-Kanal-ABS von Continental und eine ASC (Schlupfregelung).

### Karosserie
Der C 400 X bietet einen guten Wind- und Wetterschutz.
Der Kraftstofftank liegt tief im Fahrzeug und fasst 12,8 l Kraftstoff bei 3 l Reserve. Diese Menge genügt für 280 km.
Unter der Sitzbank befindet sich ein 35 l großes Staufach für einen Jethelm. Ein zusätzliches Flexcase kann einen weiteren Integralhelm aufnehmen. Das Flexcase ist nur im Stand zu nutzen, weil beim Einfedern des Hinterrads der Reifen daran schleifen würde. BMW hat das Fahren mit geöffnetem Flexcase mit einem Start-Stopp-Sensor und Info im Display unterbunden. Es wird auch eine tiefere Sitzbank angeboten, die die Sitzhöhe von 775 auf 760 mm reduziert.
Als weiteres Stauvolumen bietet BMW ein 30-l-Topcase im Sonderzubehör an.

### Elektrik
Der Generator ist ein Permanent-Magnetgenerator mit 316 W. Das 12-V-Bordnetz wird von einer wartungsfreien Batterie mit 9 Ah gespeist.
Ein als Extra erhältliches Komfortpaket enthält unter anderem beheizbare Griffe und eine beheizbare Sitzbank. Weitere elektrische Sonderausstattungen sind ein TFT-Farbdisplay, Multi-Controller und zugehörige Apps, LED-Tagfahrlicht, Keyless Ride, Diebstahlwarnanlage.